# Hulufloden
Hulufloden eller Hulu He (葫芦河; Húlúhé) är ett vattendrag i Kina. Det ligger i den centrala delen av landet, 1 100 km sydväst om huvudstaden Peking. Hulufloden är en biflod till Weifloden och de sammanflyter norr om Tianshui centralort i Gansu. Inlandsklimat råder i trakten.